# Giuseppe Carando
Giuseppe Carando (Turín, 18 de marzo de 1964) es un deportista italiano que compitió en remo. Ganó dos medallas en el Campeonato Mundial de Remo, plata en 1985 y bronce en 1987.

## Palmarés internacional
| Campeonato Mundial | Campeonato Mundial     | Campeonato Mundial | Campeonato Mundial |
| Año                | Lugar                  | Medalla            | Prueba             |
| ------------------ | ---------------------- | ------------------ | ------------------ |
| 1985               | Malinas (Bélgica)      | Medalla de plata   | Cuatro con timonel |
| 1987               | Copenhague (Dinamarca) | Medalla de bronce  | Cuatro con timonel |